# سیچوگومی
سیچوگومی (به ژاپنی: 精忠組 せいちゅうぐみ)، سازمانی در قلمرو ساتسوما در دوره باکوماتسو بود که نفوذ زیادی در این قلمرو داشت.

## خلاصه
سیچوگومی توسط سایگو یوشینوسوکه (سایگو تاکاموری)، اوکوبو ماساسوکه (اوکوبو توشیمیچی)، ناگانوما کاهی (در جوانی درگذشت)، آریمورا شونسای (کایدا نوبویوشی)، سایشو کیزامون (سایشو آتسوشی)، یوشئی نیزائمون (یوشیئی توموزانه)، (یوشی‌هامونی توجیمی) تشکیل شد. هیچ حقیقتی وجود ندارد که خود آنها خود را «سیچوگومی» یا «سیچوگومی» می‌نامیدند؛ این نامی بود که بعداً داده شد. «سیچوگومی» در ابتدا به عنوان یک فعالیت باشگاهی آغاز شد که در آن مردم «کینسی روکو» می‌خواندند. کینسی روکو متنی از مکتب کنفوسیوسی ژو شی است.
در طول پاکسازی آنسی، سایگو تاکاموری، که خود را به همراه راهب گشو (راهب) غرق کرد (به او دستور داده شد که پس از احیا در آمامی اوشیما پنهان شود)، رهبر بود و اوکوبو، هوری ناکازائمون، ایواشیتا کاتاهی و دیگران رهبری را به دست گرفتند. او قصد داشت با همکاری قلمرو میتو برای ترور مشاور ارشد ایی نائوسوکه و اعزام نیرو به کیوتو «حمله» کند، اما این نقشه زمانی خنثی شد که ارباب قلمرو، شیمازو شیگه‌هیسا و پدر و قیم واقعی او، شیمازو هیسامیتسو، او را از اقدام بی‌پروا بازداشتند. در نهایت، تنها آریمورا جیزامون در ترور ایی (حادثه ساکورادامون (۱۸۶۰)) شرکت کرد و به برادرش آریمورا یوسوکه، که این نقشه را به استان زادگاهش گزارش داده بود، دستور داده شد که سپوکو انجام دهد. گروهی که از پاسخ مقام‌های قلمرو ناراضی بودند، اصرار بر حمله داشتند، اما اوکوبو و دیگران آنها را سرکوب کردند.
هیسامیتسو سپس سعی کرد سیچو-گومی را به خود جلب کند و اوکوبو توشیمیچی، زیشو، هوری و یوشی را به عنوان دستیاران نزدیک خود منصوب کرد و آنها را در این زمینه فعال ساخت. در سال ۱۸۶۲، هیسامیتسو اصرار سیچو-گومی بر «اعتراض» را کنار گذاشت و در عوض نیروهایی را برای اصلاح شوگون‌سالاری فرستاد (برای جزئیات به اصلاحات بونکیو مراجعه کنید). با این حال، جناح رادیکال سیچو-گومی، از جمله آریما شینشیچی، با میهن‌پرستان طرفدار امپراتوری و ضد خارجی از قلمروهای مختلف، از جمله ماکی یاسومی و کیوکاوا هاچیرو، متحد شد و در برنامه‌های بازپس‌گیری قدرت و طرفداری از امپراتور کومی شرکت کرد و از توصیه‌های هیسامیتسو پیروی نکرد. ناراهارا شیگرو، اویاما سونایوشی و دیگران سعی کردند سیچو گومی را به عنوان پیام رسان به مسافرخانه ترادایا، جایی که آریما و دیگران در آنجا جمع شده بودند، متقاعد کنند، اما مذاکرات شکست خورد و حادثه ترادایا، که در آن سیچو گومی‌ها با یکدیگر جنگیدند، رخ داد. در این مرحله، اتحاد سیچو گومی عملاً از بین رفت.